# Aurinia leucadea
Aurinia leucadea är en korsblommig växtart som först beskrevs av Giovanni Gussone, och fick sitt nu gällande namn av Karl Heinrich Koch. Aurinia leucadea ingår i släktet praktstenörter, och familjen korsblommiga växter. Inga underarter finns listade i Catalogue of Life.